# Philippe Houyoux
 (mai 2022).
Philippe-Maurice-Joseph Houyoux, né le 27 février 1894 et mort le 10 septembre 1983, est un militaire belge, Général-Major de Troupes blindées et Commandant de la province de Hainaut, en Belgique.

## Biographie
Fils d'Amour-Paul-François Houyoux (1868-1950), architecte-expert et géomètre-expert immobilier, capitaine-commandant à la garde-civique de Marcinelle, et d'Anne-Marie-Joseph Tonneau (1867-1958), il épouse à Havré le 2 mai 1922 Marie-Thérèse-Sophie-Benjamin-Joseph-Ghislaine Lemaire (1897-2000), fille de Jean-François-Emmanuel, Lemaire (1867-1955), juge au Tribunal de 1re Instance de Mons, et de Jeanne-Marie-Joseph Maus (1867-1932).
Après avoir fait ses trois premières secondaires au collège du Sacré-Cœur à Charleroi, il suit une « spéciale mathématiques » à Malonnes de septembre 1909 à juillet 1910 et il fait l'École des Cadets à Namur de septembre 1910 à Juillet 1913. Il s'engage au 1er régiment de lanciers en qualité de volontaire le 7 avril 1913 pour un terme de milice prenant cours le 1er octobre 1913 sous le matricule 17720.
Il est fait Brigadier le 11 novembre 1913 et Maréchal des logis le 23 mai 1914. Il effectue sa première campagne de guerre du 4 août 1914 au 27 avril 1918, au 1er régiment de lanciers.
Il est élevé au grade d'Adjudant le 10 septembre 1915, puis commissionné en qualité d'officier auxiliaire de cavalerie pour la durée de la guerre en exécution de l'Arrêté Royal no 2310 du 15 août 1914, par décret militaire du 25 novembre 1915.
Devenu Sous-lieutenant de cavalerie, il est admis dans les cadres actifs à la date du 25 mai 1916 par Arrêté Royal du 9 février 1917, et nommé lieutenant par Arrêté Royal du 30 juin 1917.
Durant la guerre de tranchées il est chef de peloton et adjoint au commandant de groupe de l'État-Major de la 11e Division d'infanterie durant l'offensive du 27 avril 1918 au 4 mai 1918. Il rentre au Groupement Léger de la 5e division armée le 5 mai 1918. 
« Il se distingua notamment par la capture des chevaux de l'ennemi, dont un lui permit (il l'avait appelé "Le Boche") de remporter plusieurs jumpings. »
Le 3 juillet 1918, George V est sur le front et visite les troupes britanniques. Un « Horse show » (spectacle équestre) célébrant la bataille de la Somme est organisé sur l'aérodrome de Poperinge. La cavalerie belge y participe par équipes de quatre officiers à cheval. Le roi d'Angleterre remet au lieutenant Houyoux une coupe d'argent gravée aux armes de la 36th (Ulster) Division (en).
Durant la période de tranchées, l'officier est atteint par le Gaz moutarde et s'en tire avec une invalidité partielle. Après l'armistice du 11 novembre 1918, il est désigné pour le 3e escadron du 4e Régiment des chasseurs à cheval par réorganisation de l'armée le 15 décembre 1918.
Son dossier matriculaire le décrit comme « d'extérieur distingué, cavalier élégant, énergique et hardi, intelligence vive, jugement sain, caractère ferme, droit et sympathique, grande initiative, puissance de travail sérieuse, très bonne santé, personnalité marquante, éducation soignée, tenue très correcte, conduite privée irréprochable, possède une connaissance approfondie de ses règlements et les applique parfaitement, officier de grand mérite, sérieux, consciencieux et très zélé. Bon instructeur, chef de peloton expérimenté, s'est conduit de façon remarquable pendant toute la campagne. »
Le 14 septembre 1923, il est désigné pour passer au 4e escadron du 1er régiment de chasseurs à cheval, Division légère, 2e brigade, à Mons, par décret militaire. Il est fait Capitaine de cavalerie (commandant d'escadron) à Mons par Arrêté Royal no 24473 du 26 mars 1928, puis Capitaine-commandant par Arrêté Royal no 15475 du 27 avril 1933 au 1er régiment de chasseurs à cheval.
Philippe Houyoux est désigné pour le 1er régiment de lanciers à Spa le 25 août 1936. Il est élevé au grade de Major par Arrêté Royal no 2386 du 26 décembre 1938 et désigné pour la 1re Division de Cavalerie, 3e régiment de lanciers à Brasschaat. Enfin, il est Commandant du IIe groupe du 3e régiment de lanciers à Brasschaat du 26 août 1939 au 25 mai 1940.
Au début de la Seconde Guerre mondiale, son unité est attaquée à Drieslinter lors de la bataille dite de la Petite Gette (cf. Bataille de Hannut). Le Major Houyoux tient sa position puis est capturé à Houthem (Pays-Bas) le 2 juin 1940 et fait prisonnier de guerre en Allemagne, à Dortmund du 3 juin au 5 juin 1940 ; puis à l'Oflag VI-A Soest (District militaire VI) (Liste des camps de prisonniers de guerre du IIIe Reich), du 5 juin au 27 juillet 1940; à l'Oflag III-B Wehrmachtlager Tibor/Zuellichau (District militaire III) (Pologne) no 2057 du 23 juillet 1940 au 8 mars 1941 et finalement à l'Oflag II-A Prenzlau (District militaire II) du 9 mars 1941 au 28 avril 1945. Il est rapatrié le 9 juin 1945. Le 4 septembre 1944, l'un de ses fils, le sous-officier Jean Houyoux (°1925), membre du Groupe NOLA de la Résistance intérieure belge, est tué lors d'un combat d'une heure un quart à la mitraillette contre des Schutzstaffel (S.S.) à Virginal-Samme (Ittre, Brabant wallon), après s'être porté volontaire avec quelques autres combattants pour contenir l'ennemi, trois fois plus nombreux, et permettre le repli de 235 hommes qui avaient reçu ordre de libérer Bruxelles. Le Major Houyoux apprend le décès de son fils durant sa captivité à Prenzlau.
Commandant du IIe groupe du 3e régiment de lanciers (4e, 5e et 6e escadrons), son unité a été citée à l'ordre du jour de l'Armée. Il est désigné pour commander le dépôt d'armée no 2 de Mons en Hainaut (caserne Major Sabbe) par D.M. le 19 juillet 1945. Commissionné au grade de Lieutenant-colonel le 26 décembre 1943 avec rappel de traitement par arrêté du régiment no 3701 le 15 mars 1947. Commissionné au grade de Colonel à la date du 26 mars 1946 (B.p. 49/47), avec rappel de traitement par A.R.R. No 3701 du 15 mars 1947.
Il est désigné pour commander la province de Hainaut par D.M. du 5 avril 1947. Pensionné par application du 4° art. 3 - BP. 380/50 le 1er avril 1950. Enfin, il est nommé Général-Major honoraire par Arrêté Royal no 742 du 24 avril 1951.

## Décorations
- Grand officier de l'Ordre de Léopold II avec glaives (1951)[13]
- Commandeur de l'Ordre de Léopold (à titre militaire) (1946)[14]
- Commandeur de l'ordre de la Couronne (1942)[15]
- Officier de l'Ordre de la Couronne avec glaives (1934)[16]
- Croix de guerre 14-18[17] avec palme[18] et deux lions de bronze[19]
- Croix de l'Yser[13]
- Croix du Feu (1933)[20]
- Médaille de la Victoire 1914-1918 (Belgique)
- Médaille commémorative de la Campagne 1914-1918[21] avec huit chevrons de front
- Médaille commémorative de la guerre 1940-1945[22] avec deux sabres croisés et 5 barrettes (Bataille de la Petite Gette à Drieslinter, Campagne des 18 jours).
- Médaille du prisonnier de guerre 1940-1945
- Croix militaire première classe (1941)[15]
- Médaille commémorative du centenaire de l'indépendance nationale[23]
- Médaille du 3e régiment de lanciers (Belgique) (non officielle)
- British War Medal (George V, 1919)

## Armoiries
Armoiries pour lui-même et sa descendance : « d'azur à la filière de gueules, deux sabres courbes d’argent, garnis d’or, posés en sautoir, accostés de deux molettes d'or à six rais ajourées du champ, et accompagnés en chef d’un phénix d'or à la tête de profil, aux ailes éployées, issant de son immortalité. En pointe : deux billettes couchées et en pal, d'or. L’écu surmonté d’un heaume d’argent, au bourrelet d'azur et d'or, grillé, colleté et liseré d’or, doublé et attaché de gueules, aux lambrequins d’or et d'azur. Cimier : le phénix de l'écu. Devise : ARDENS DEFENDERE en lettres d’or sur un listel d'azur »[source insuffisante].